# Гёбель-Ойлер, Эльза
Эльза Гёбель-Ойлер (швед. Elsa Giöbel-Oyler, полное имя Elsa Maria Giöbel-Oyler ; 16 октября 1882, Хеллефорс, Эребру — 11 февраля 1979, Нора) — шведская художница.

## Биография
Родилась 16 октября 1882 года в лене Эребру. Была дочерью охотника Адриана Гёбеля (Adrian Giöbel) и его жены Марии Фригелиус (Maria Frigelius); племянница Сельмы Гёбель. Семья имела глубокие немецкие корни, приехав из Германии в Англию.
Начала рисовать в 1903 году и в 1904 году отправилась в Стокгольм, чтобы изучать живопись. Там она познакомилась с художниками Ричардом Бергом и Карлом Нордстрёмом. В 1905 году она некоторое время работала в мастерской Берга, где она в основном писала натюрморты. В это же время самостоятельно изучала искусство вместе с Анной Сальстрём (1876—1956), которая стала её близким другом.
Осенью 1905 года Эльза начала изучать искусство в школе Konstnärsförbundets skola Шведской ассоциации художников у Ричарда Берга, а в 1907 году при Ричарде Берге она интенсивно работала с фигурными и обнаженными учениками, а весной 1907 года в Солнаскогене под руководством Карла Нордстрёма. В 1911 году она совершила учебную поездку в Берлин и Дрезден, но под впечатлениями, которые она там получила, Эльза потеряла художественную уверенность в себе. После Германии она отправилась в Англию, где вышла замуж за писателя Филиппа Ойлера, который пришел в ужас от её картин, привезённых из Швеции, так как был воспитан с изысканным английским вкусом. В итоге они сожгли многие из них, сохранились только ранние картины художницы, где были изображены члены её семьи.
Эльза Гёбель-Ойлер посетила несколько художественных выставок в Англии, включая Саутгемптонское художественное общество (Southampton Art Society) в 1928 и 1929 годах, Королевскую академию в Лондоне в 1929 году и в галерею эпохи Возрождения в Лондоне (Renaissance Art Galleries) в 1937 году. После смерти мужа в 1939 году она вернулась в Швецию в небольшой городе Ярле в округе Эрвалла муниципалитета Эребру и после многолетнего перерыва возобновила занятия живописью, в основном создавая работы на цветочные темы. В 1952 году она провела в Эребру персональную ретроспективную выставку.
Работы Эльза Гёбель-Ойлер в основном представляют собой натюрморты, пейзажи и виды обнаженных фигур. Её картины находятся в Национальном музее Швеции в Стокгольме и в художественном музее муниципалитета Эребру.
Умерла 11 февраля 1979 года в городе Норе.

### Семья
Эльза Гёбель вышла замуж в 1911 году за писателя Филиппа Ойлера (Philip Oyler) и является матерью также художницы Солданеллы Ойлер (1913—2001).